# Hôpital psychiatrique d'Hattelmala

L'hôpital psychiatrique du Sud-Häme (finnois : Etelä-Hämeen piirimielisairaala) est un ancien hôpital psychiatrique situé dans le quartier de Kankaantausta) à Hämeenlinna en Finlande

## Présentation
La décision de créer l'hôpital psychiatrique du Sud-Häme est prise en 1928.
En 1930, on achète la ferme Lapio d'environ 500 hectares dans le village Kankaantausta) à Vanaja pour y construire l'hôpital.
L'édifice de trois étages et en forme de T, conçu par Aulis Kalma, est achevé en 1932. 
À côté, on ajoute une maison d'habitation de deux étages pour les médecins et les femmes de ménage. 
L'hôpital d'Hattelmala, plus connu sous le nom d'établissement de soins, est le plus grand hôpital psychiatrique du pays lorsqu'il est achevé, où «le traitement des patients prend en compte toutes les dernières expériences modernes».
Les architectes Erkki et Inkeri Linnasalmi conçoivent une extension de l'hôpital au début des années 1950.
Un nouveau bâtiment de trois étages pour les patients, un bâtiment d'administration et d'accueil, un centre financier et énergétique et des résidences pour le personnel sont bâties à proximité. 
Les activités hospitalières d'Hattelmala ont pris fin à la fin de 1995. 
Ces bâtiments, construits sur les terres des fermes équestres de Vanha-Lapio et Nuori-Lapio, sont actuellement utilisés par l'Université des sciences appliquées HAMK, par une grande zone d'activité, nommée Innopark et par le quartier résidentiel de Visamäki (fi).